# The Guardian
A The Guardian (magyarul am. „Az őr”) egy brit országos napilap, mely nemzetközi multimédiás és webes jelenléttel is bír. 1821-ben alapították. 1959-ig The Manchester Guardian néven volt ismert. Testvérlapjai között vannak a The Observer és a The Guardian Weekly. A Guardian-nek Nagy-Britannián kívül két online verziója van: Guardian US és Guardian Australia.

## Példányszám

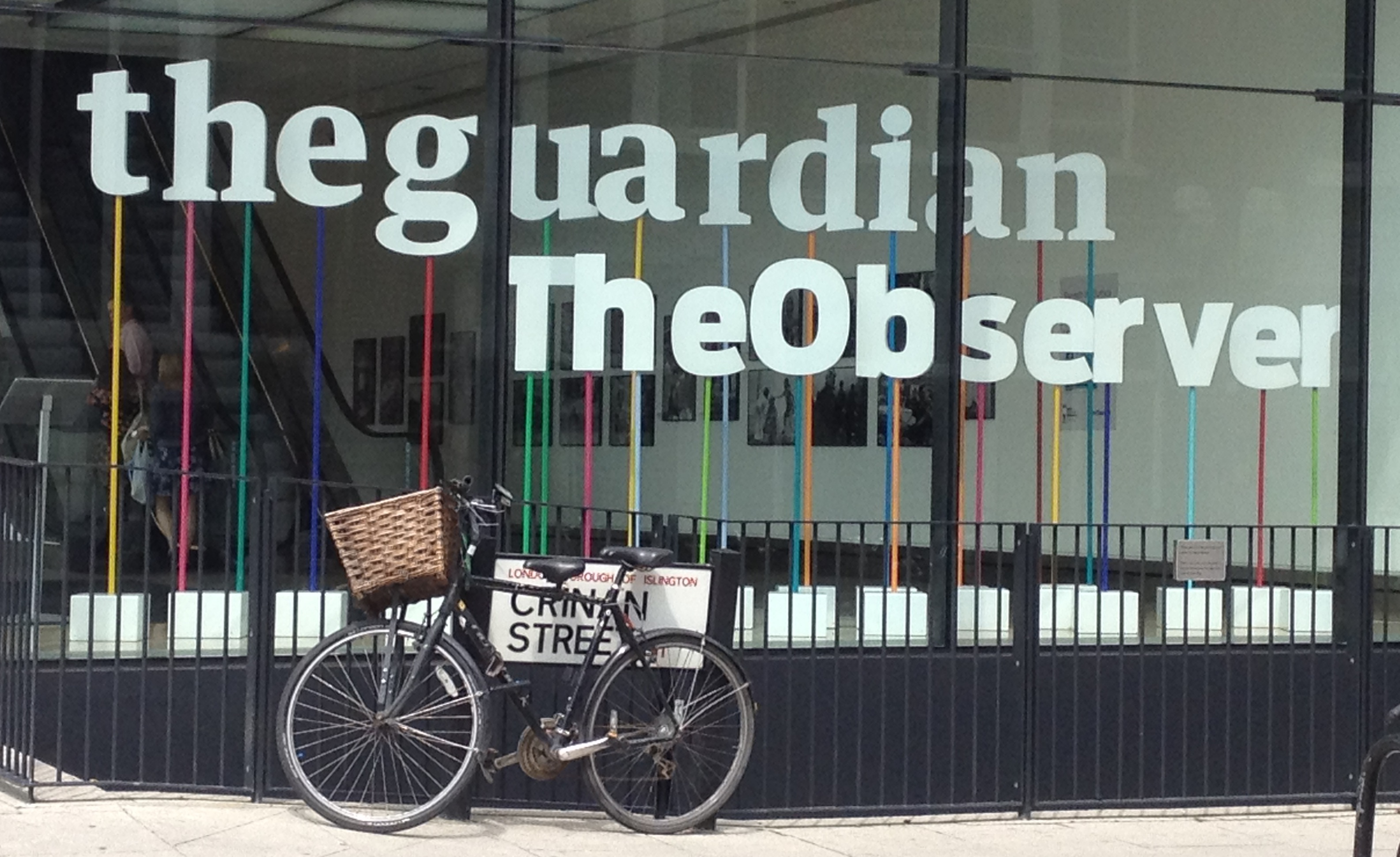
A Guardian londoni központja

2013. augusztusában a lap nyomtatott verziójának átlagos napi példányszáma 189.000 volt. Ez Nagy-Britanniában elmaradt a The Daily Telegraph és a The Times példányszáma mögött, viszont meghaladta a The Independent-ét. 2011. áprilistól 2012. március végéig tartó 12 hónapban a nyomtatott és az online kiadás együttes átlagos havi olvasótábora 8,95 millió fő volt.

## Olvasótábor összetétele
A lap olvasótábora elsősorban a brit politikai baloldal fősodrához tartozik. Egy 2005-ös közvélemény-kutatás szerint a Guardian olvasóinak 48%-a a Munkáspártra, 34%-a pedig a Liberális Demokratákra szavazott. Az öt évvel korábbi hasonló felmérés szerint akkor az olvasók 80%-a szavazott a Munkáspártra. Az olvasók elsősorban a liberális és bal oldali közép- és felső középosztály soraiból kerülnek ki.

## Pénzügyi helyzete
A lap hosszabb ideje veszteséges, így azt a tulajdonos cégcsoport (Guardian Media Group) az egyéb termékeiből keresztfinanszírozza. 2006-ban a Guardian és az Observer együtt 49,9 millió angol fontos veszteséget értek el. A 2012 júniusáig tartó három év alatt pedig a Guardian napi 100 000 font veszteséget termelt.

## Fordítás
- Ez a szócikk részben vagy egészben  a   The Guardian című angol Wikipédia-szócikk ezen változatának fordításán alapul.  Az eredeti cikk szerkesztőit annak laptörténete sorolja fel. Ez a jelzés csupán a megfogalmazás eredetét és a szerzői jogokat jelzi, nem szolgál a cikkben szereplő információk forrásmegjelöléseként.